# Юков, Константин Юлианович
Константи́н Юлиа́нович (Емелья́нович) Ю́ков (25 марта [7 апреля] 1902, Швенчёнис, Виленская губерния — 7 сентября 1938, Коммунарка, Ленинский район) — советский организатор кинопроизводства, партийный работник, критик.

## Биография
Родился 7 апреля 1902 года в местечке Свенцяны Виленской губернии. В 1914 году семья переехала на станцию Волынцево Екатерининской железной дороги. Учился в Енакиевском городском, а затем коммерческом училище и одновременно работал переплётчиком в типографии.
С 1917 года организатор Волынцевского политпросветкружка рабочей молодёжи. С конца 1919 года организатор Енакиевского комсомола, председатель оргкомитета. В январе 1920 года вступил в КП(б)У. Ответственный секретарь Укома комсомола, член Укома КП(б)У. С января 1920 года член бюро губкома комсомола. Писал рассказы о жизни рабочей молодёжи, редактировал комсомольскую газету. Затем работал заведующим сектором печати Донецкого губкома КП(б)У.
В 1922 году направлен в Москву и поступил в распоряжение ПУР РККА. Работал секретарём и следователем Трибунала 2-го стрелкового корпуса Московского военного округа. В 1924 году демобилизован из армии по болезни. Работал в Госиздате ответственным секретарём, редактором отдела массовой крестьянской литературы. Писал киносценарии.
В 1926 году послан руководить фракцией ВКП(б) Ассоциации революционной кинематографии (АРК), избран ответственным секретарём правления АРК, назначен ответственным редактором журнала «Кинофронт». Руководил сценарной мастерской «Совкино», был политредактором иностранных фильмов. Член редколлегии специального альманаха АРРК «Кино и культура». Член правления, заместитель председателя правления Общества друзей советской кинематографии (ОДСК) (1928). Член бюро киносекции Российской ассоциации пролетарских писателей (РАПП) (1929), заместитель ответственного редактора газеты «Кино» (1929).
В январе 1930 года направлен на учебу в Институт красной профессуры на отделение литературы и искусства.
В 1933 году по окончании института назначен помощником начальника Главного управления кинофотопромышленности при СНК СССР по художественной части. Одновременно работал редактором журнала «Пролетарское кино» («Советское кино» в 1933—1935 годах, с 1934 года — ответственный редактор, затем ответственным редактором «Искусство кино» (1936—1937). Был делегатом (с совещательным голосом) Первого съезда советских писателей (1934).
В 1935 году награждён орденом Трудового Красного Знамени.
7 апреля 1936 года утверждён помощником заведующего отделом культпросветработы ЦК ВКП(б) по радио, а 29 августа — заведующим сектором искусств того же отдела.
3 февраля 1938 года арестован по обвинению в участии в контрреволюционной организации и приговорён к расстрелу. Расстрелян 7 сентября 1938 года.
Реабилитирован 25 апреля 1956 года определением Военной коллегии Верховного суда СССР.

### Семья
- Жена — Лидия Лазаревна Юкова (Ганзенко) (1899—1990).
  - Дочь — Ирина Константиновна Юкова (1924—2010), театровед.
    - Внучка — Мария Вацлавовна Магидова (род. 1946), сотрудник Славянской библиотеки Национальной библиотеки Чешской Республики (1990—2018).
    - Внук — Юлий Лозорайтис (род. 1954), актёр, режиссёр, театральный обозреватель, заведующий литературной частью Русского драматического театра Литвы (2014—2019).

## Комментарии
1. ↑  По сведениям внука, настоящая фамилия К. Ю. Юкова — Барковский.